# Wohn- und Geschäftshäuser Lüneburger Ecke Hamburger Straße
Die Wohn- und Geschäftshäuser Lüneburger, Ecke Hamburger Straße in Bremen-Östliche Vorstadt, Ortsteil Peterswerder, Lüneburger Straße 31a bis 41/Ecke Hamburger Straße 2a–c und Am Schwarzen Meer 1 stammen von 1895/96. 
Die Gebäude stehen seit 2020 unter Bremischem Denkmalschutz.

## Geschichte
Die fünf historisierenden dreigeschossigen Wohn- und Geschäftshäuser im Stil der Neorenaissance mit dem fünfgeschossigen prägnanten achteckigen Ecktürmchen und dem Ziergiebel über dem Erker wurden 1895/96 nach Plänen von Wilhelm Blanke durch sein Bauunternehmen gebaut. Die Trauf- und Geschosshöhe von Nr. 33 ist etwas höher als die spiegelsymmetrischen Häuser Nr. 35 und Nr. 37. Das zweigeschossige Eckgebäude Nr. 39/41 bildet den Übergang zur zweigeschossigen Wohnbebauung an der Straße Am Schwarzen Meer. Die Baugruppe an einem dreieckigen Platz ist Abschluss der Straße Vor dem Steintor, wo die Straßenbahnlinien 2 und 10 sowie 3 eine getrennte Wegeführung haben.
Das Landesamt für Denkmalpflege Bremen befand: „Die […] Bebauung […] hat eine Sonderstellung im Frühwerk des Architekten Wilhelm Blanke. […] Zugleich ist die Nr. 31a auch durch den Eckturm, die Ausbildung eines Ziergiebels über dem Erker zur Hamburger Straße, besonders aber durch die schon bauzeitlich helle Farbigkeit der Fassade hervorgehoben.“
Vom Haus Nr. 33 – 1896 für die Bäckerei Bernhard Wolff gebaut – blieb bei der Sanierung von 2021 nur die Fassade stehen. Es wurden neun Wohnungen neu errichtet.
Blanke hat viele erhaltene Wohnhäuser und Wohnhausgruppen entworfen und gebaut, von denen mehrere denkmalgeschützt sind.